# 高橋信夫
高橋 信夫（たかはし のぶお、1972年3月22日 - ）は、群馬県利根郡昭和村出身の元プロ野球選手（捕手）、野球指導者。
2021年の登録名は髙橋 信夫（読み同じ）。

## 来歴・人物
利根商業高では2年夏に県大会準優勝、流通経済大学でも2年時に明治神宮大会準優勝、4年秋にも同大会でベスト4。1994年に本田技研入社。1996年は入来祐作らの活躍でチームが都市対抗野球で優勝するが控えであった、翌・1997年の都市対抗野球では川鉄千葉の補強選手としてベスト4。
同年ドラフトで5位指名されオリックス・ブルーウェーブに入団。1年目から一軍出場を果たしたが出場機会に恵まれず、2001年に現役引退。アマ球界一のキャッチングといわれたが、結局プロで大成することはできなかった。
現役引退後の2002年から読売ジャイアンツのブルペン捕手に就任し、2020年まで19年間にわたり務めた。
長年に渡りブルペン捕手として多くのバッテリーの力になってきたことが評価され、2021年から読売ジャイアンツの二軍ブルペンコーチに就任した。登録名は「高」を旧字体とした髙橋 信夫となった。10月6日に同年限りで退任することが発表され、チームを退団した。
2022年からは神奈川県の社会人野球チームであるジェイファムでバッテリーコーチを務める。また同年より流通経済大学付属柏高等学校のコーチも務めている。
2024年1月、この年からイースタン・リーグに新規参加するオイシックス新潟アルビレックス・ベースボール・クラブのバッテリーコーチに就任することが発表された。球団公式ウェブサイトでの表記は高橋 信夫。シーズン終了後の10月18日に退団が発表された。

## 詳細情報

### 年度別打撃成績
| 年 度     | 球 団      | 試 合 | 打 席 | 打 数 | 得 点 | 安 打 | 二 塁 打 | 三 塁 打 | 本 塁 打 | 塁 打 | 打 点 | 盗 塁 | 盗 塁 死 | 犠 打 | 犠 飛 | 四 球 | 敬 遠 | 死 球 | 三 振 | 併 殺 打 | 打 率 | 出 塁 率 | 長 打 率 | O P S |
| --------- | ---------- | ----- | ----- | ----- | ----- | ----- | -------- | -------- | -------- | ----- | ----- | ----- | -------- | ----- | ----- | ----- | ----- | ----- | ----- | -------- | ----- | -------- | -------- | ----- |
| 1998      | オリックス | 12    | 25    | 20    | 3     | 4     | 1        | 0        | 0        | 5     | 1     | 0     | 0        | 3     | 0     | 2     | 0     | 0     | 8     | 0        | .200  | .273     | .250     | .523  |
| 1999      | オリックス | 7     | 5     | 5     | 0     | 2     | 1        | 0        | 0        | 3     | 0     | 0     | 0        | 0     | 0     | 0     | 0     | 0     | 1     | 0        | .400  | .400     | .600     | 1.000 |
| 2000      | オリックス | 9     | 7     | 7     | 0     | 1     | 0        | 0        | 0        | 1     | 0     | 0     | 0        | 0     | 0     | 0     | 0     | 0     | 2     | 1        | .143  | .143     | .143     | .286  |
| 通算：3年 | 通算：3年  | 28    | 37    | 32    | 3     | 7     | 2        | 0        | 0        | 9     | 1     | 0     | 0        | 3     | 0     | 2     | 0     | 0     | 11    | 1        | .219  | .265     | .281     | .546  |

### 記録
初記録
- 初出場：1998年5月15日、対福岡ダイエーホークス6回戦（グリーンスタジアム神戸）、8回表に日高剛に代わり捕手として出場
- 初先発出場：1998年5月21日、対千葉ロッテマリーンズ10回戦（千葉マリンスタジアム）、8番・捕手として先発出場
- 初安打：同上、2回表に武藤潤一郎から右前安打
- 初打点：1998年5月28日、対福岡ダイエーホークス10回戦（福岡ドーム）、4回表に吉武真太郎から右前適時打

### 背番号
- 37（1998年 - 2000年）
- 50（2001年）
- 72（2021年）
- 74（2024年）

### 登録名
- 高橋 信夫（たかはし のぶお、1998年 - 2001年、2024年）
- 髙橋 信夫（たかはし のぶお、2021年）